# Ioan Arhip
Ioan Arhip (n. 1890 – d. 1980) a fost un general român, care a luptat în cel de-al doilea război mondial.
Până la 21 ianuarie 1942 - Adjunctul Comandantul Diviziei 3 Infanterie.
- 21 ianuarie 1942 - 10 februarie 1942 - Comandantul Diviziei 3 Infanterie.
- 1942 – 1944 Adjunct al Șefului Marelui Stat Major.
- 1944 - Comandantul Diviziei 15 Instrucție.
- 1944 - Director al Infanteriei.
- 1944 – 1945 - Comandant Adjunct al Corpului 2 Armată.

A fost decorat pe 25 noiembrie 1941 cu Ordinul „Steaua României” cu spade, în gradul de Mare Ofițer, cu panglică de „Virtutea Militară” „pentru curajul și spiritul de sacrificiu de care a dat dovadă, în ziua de 4 august 1941, când Regimentul Nr. 4 de Dorobanți „Argeș”, găsindu-se pe baza de plecare și fiind atacat de inamic, a intervenit personal cu tot bombardamentul intens al artileriei, aruncătoarelor de mine și focul infanteriei, stăvilind tendința de cedare a unor subunități din acel regiment, restabilind astfel situația. Noaptea a rămas în linia I-a, ca prin exemplul său să îndemne la rezistență unitățile acestui regiment”.
După instalarea guvernului Petru Groza, generalul de divizie Ioan Arhip a fost trecut din oficiu în poziția de rezervă, alături de alți generali, prin decretul nr. 860 din 24 martie 1945, invocându-se legea nr. 166, adoptată prin decretul nr. 768 din 19 martie 1945, pentru „trecerea din oficiu în rezervă a personalului activ al armatei care prisosește peste nevoile de încadrare”.

## Decorații
- Ordinul „Steaua României” în gradul de ofițer (8 iunie 1940)[4]
- Ordinul „Coroana României” în gradul de Comandor (9 mai 1941)[5]
- Ordinul „Steaua României” cu spade, în gradul de Mare Ofițer, cu panglică de „Virtutea Militară” (25 noiembrie 1941)[2]